# Projet Amarna Royal Tombs
Le Projet Amarna Royal Tomb, est un projet d'exploration archéologique dans la vallée des rois de l'Égypte antique, dirigé par Carl Nicholas Reeves de l'Université de Durham.
Ce projet a été créé en 1998, avec deux objectifs principaux :
- étudier, dans la zone centrale de la vallée des rois, la relation entre les sépultures de la période amarnienne - les tombes KV55 et KV62 (tombeau de Toutânkhamon) -, et l'incidence potentielle sur d'autres sépultures possibles de cette période.

- élucider la topographie du site, telle qu'elle pouvait être dans l'antiquité qu'à une époque plus récente, pour élaborer une stratégie de prévention des inondations.

Ce projet a été actif durant quatre saisons de fouilles, trente jours en 1998, quarante jours en 1999, treize jours en 2000 et trente-cinq jours en 2002, avant d'avoir été interrompu, son permis ayant été révoqué par le Conseil suprême des Antiquités égyptiennes.